# Інцидент біля російського посольства у Києві
Інциде́нт бі́ля росі́йського посо́льства у Ки́єві — масова акція протесту проти військової агресії Росії проти України. Відбулась 14 червня 2014 року біля посольства Російської Федерації у Києві.

## Попередні події
13 червня біля селища Добропілля відбувся один з перших випадків використання РСЗВ БМ-21 «Град» у війні на сході України.
. Наступного дня з'явились докази російської причетності до цього терористичного акту
Також 14 червня було заявлено, що за даними супутникової розвідки НАТО на території України з'явились російські танки без маркування.
14 червня у селі Мілове близько 12:30 на кордоні з Росією російські прикордонники затримали журналістку ГромадськеТБ Настю Станко. Станом на 17:50 журналістка була вже на території України.
Вночі 14 червня було збито Іл-76, який заходив на посадку у Луганському аеропорту. Усі 49 військових, що перебували на борту літака загинули.

## Хід протесту
Акція мала спонтанний характер, жодна політична сила не робила попередніх заяв про її проведення. Пізніше до акції приєднались активісти деяких сотень Самооборони Майдану, які на той момент ще залишались у Києві.
Перші протестувальники з'явились біля посольства у другій половині дня. Згодом про акцію розповіло «Громадське телебачення», яке у прямому ефірі включилося з місця події. Заклики прийти на акцію почали поширюватись у соціальних мережах.
Протест продовжувався до 02:00 наступного дня, поступово люди розійшлись.

### Матеріальна шкода
Протестуючі приносили з собою яйця, зеленку та фарбу, якими закидували стіни посольства. Також вони розібрали бруківку і кидали у вікна.
Один з активістів за допомогою спіннігу зірвав прапор РФ з дверей будинку, однак це було зроблено з-за паркану і на саму територію посольства він не потрапив.
Близько 18:00 активісти перевернули догори дахом машини посольства, які були припарковані перед будівлею. Пізніше ці автомобілі були розбиті та розграбовані, а близько 23:00 деякі з них почали горіти, але були швидко погашені.

### Визначні особистості
Ввечері до посольства прибув в.о. міністра закордонних справ Андрій Дещиця. Під час суперечки з натовпом він виконав відому кричалку «Путін — хуйло!»
. Пізніше МЗС України заявило, що це було зроблено з метою заспокоїти людей і запобігти більш жорсткому розвитку подій. Схожу позицію висловив посол США Паєтт
Ще одним політиком, який намагався заспокоїти людей біля посольства, став Микола Рудьковський. Для того, щоб довести свої спільні з протестуючими погляди, він кинув камінь у сторону посольства. Тим не менше, пізніше його все одно облили зеленкою.

### Дії правоохоронців
Значні сили правоохоронців (Національної гвардії та міліції) знаходились на задньому дворі посольства, однак вони майже не втручались у хід подій.

## Реакція
МВС відкрило кримінальне провадження за статтею «хуліганство» за фактом усіх подій. Також відповідну справу порушив Слідчий Комітет РФ.
МЗС Росії висловило протест у зв'язку з подіями та просило Радбез ООН засудити мітинг біля посольства. Проте цю резолюцію було заблоковано іншими членами Ради Безпеки.
Держдепартамент США засудив напад на російське посольство та закликав українську владу дотриматися своїх зобов'язань у межах Віденської конвенції задля забезпечення адекватної безпеки дипломатичного представництва.

## Пов'язані акції
У Москві було вчинене проникнення на територію посольства України, запалено димові шашки. Атаку вчинили представники російської партії Другая Россия (16.06., бл. 09.55 МСК). Четверо осіб були затримані і доставлені у відділ внутрішніх справ для притягнення до відповідальності згідно із законом.